# Hjalmar Frisk
Jöns Ivan Hjalmar Frisk, né le 4 août 1900 à Göteborg et mort le 1er août 1984, est un linguiste et étymologiste suédois, spécialiste des langues indo-européennes, qui fut également recteur de l'Université de Göteborg de 1951 à 1966.
Il s'est intéressé très tôt aux études indo-européennes. C'est ainsi que dès 1927, il a publié une traduction du récit historique Le Périple de la mer Érythrée, rédigé en grec sous le titre Περίπλους τῆς Ἐρυθρᾶς θαλάσσης.
De 1951 à 1966, il a dirigé la Grande École de Göteborg (devenue, à partir de 1954, Université de Göteborg). 
Les publications de Frisk sont très nombreuses. Parmi celles-ci, la plus importante est sans doute son Dictionnaire étymologique grec, rédigé en allemand sous le titre Griechisches Etymologisches Wörterbuchet publié en trois volumes de 1954 à 1972 à Heidelberg (ouvrage réimprimé à Heidelberg en 1973).
En 1968, Frisk a été nommé membre de l'Académie royale des sciences de Suède.

### Manuscrits originaux duPériple
- (grc) Le Codex pal. graec. 398, fol. 40v-54v, de l'Université de Heidelberg (Xe siècle).
- (grc) Le Man. Add. 19391, fol. 9r-12r, du British Museum (XIVe-XVe siècle).

### Traduction en suédois
- Jöns Ivan Hjalmar Frisk, Le Périple de la Mer Érythrée, Göteborg, 1927 (Goteborgs högskolas ärsskrift, 33).

### Dictionnaire en allemand
- Griechisches Etymologisches Wörterbuch (5 MB)